# Pentaria decolor
Pentaria decolor är en skalbaggsart som beskrevs av Champion 1891. Pentaria decolor ingår i släktet Pentaria och familjen ristbaggar. Inga underarter finns listade i Catalogue of Life.